# Diego Brizuela
Diego Armando Brizuela Jara (Puente Kyjhá, Canindeyú, Paraguay, 15 de diciembre de 1990) es un futbolista paraguayo que juega de delantero y su actual equipo es Ovetense FBC de la Division Intermedia del fútbol paraguayo.

## Clubes
| Club                  | País      | Año         |
| --------------------- | --------- | ----------- |
| Silvio Pettirossi     | Paraguay  | 2008        |
| La Emilia             | Argentina | 2009 - 2010 |
| Atlético 3 de Febrero | Paraguay  | 2011        |
| Sportivo San Lorenzo  | Paraguay  | 2012        |
| Magallanes            | Chile     | 2013        |
| Willy Serrato         | Perú      | 2014        |
| Lota Schwager         | Chile     | 2015        |
| Deportivo Santani     | Paraguay  | 2015        |
| Ovetense FBC          | Paraguay  | 2016        |